# Ångermanlands västra domsagas valkrets
Ångermanlands västra domsagas valkrets var i valen till andra kammaren 1884–1908 en egen valkrets med ett mandat. Valkretsen, som ungefär motsvarade de inre delarna av dagens Sollefteå kommun, avskaffades vid införandet av proportionellt valsystem i valet 1911 och uppgick då i Ångermanlands södra valkrets. 

## Riksdagsmän
- Erik Petter Jonsson, lmp 1885–1887, gamla lmp 1888–1891 (1885–11/3 1891)
- Jonas Schödén (18/4 1891–1896)
- Oswald Emthén, vilde 1897–1899, lib s 1900–1905, nfr 1906–1908 (1897–1908)
- Per-Erik Hedström, lib s (1909–1911)

## Valresultat

### 1896
| Andrakammarvalet i Sverige 1896: Ångermanlands västra domsagas valkrets | Andrakammarvalet i Sverige 1896: Ångermanlands västra domsagas valkrets | Andrakammarvalet i Sverige 1896: Ångermanlands västra domsagas valkrets | Andrakammarvalet i Sverige 1896: Ångermanlands västra domsagas valkrets | Andrakammarvalet i Sverige 1896: Ångermanlands västra domsagas valkrets | Andrakammarvalet i Sverige 1896: Ångermanlands västra domsagas valkrets |
| Parti                                                                   | Parti                                                                   | Kandidat                                                                | Röster                                                                  | %                                                                       | ±                                                                       |
| ----------------------------------------------------------------------- | ----------------------------------------------------------------------- | ----------------------------------------------------------------------- | ----------------------------------------------------------------------- | ----------------------------------------------------------------------- | ----------------------------------------------------------------------- |
|                                                                         | Partilös frihandlare                                                    | Oswald Emthén                                                           | 294                                                                     | 55,3                                                                    |                                                                         |
|                                                                         | Lantmannapartiet                                                        | Jonas Schödén                                                           | 152                                                                     | 28,6                                                                    |                                                                         |
|                                                                         | Annat                                                                   | Övriga kandidater                                                       | 86                                                                      | 16,1                                                                    |                                                                         |
| Valdeltagande                                                           | Valdeltagande                                                           | Valdeltagande                                                           | 534                                                                     | 46,6                                                                    |                                                                         |

- 2 röster kasserades.

### 1899
| Andrakammarvalet i Sverige 1899: Ångermanlands västra domsagas valkrets | Andrakammarvalet i Sverige 1899: Ångermanlands västra domsagas valkrets | Andrakammarvalet i Sverige 1899: Ångermanlands västra domsagas valkrets | Andrakammarvalet i Sverige 1899: Ångermanlands västra domsagas valkrets | Andrakammarvalet i Sverige 1899: Ångermanlands västra domsagas valkrets | Andrakammarvalet i Sverige 1899: Ångermanlands västra domsagas valkrets |
| Parti                                                                   | Parti                                                                   | Kandidat                                                                | Röster                                                                  | %                                                                       | ±                                                                       |
| ----------------------------------------------------------------------- | ----------------------------------------------------------------------- | ----------------------------------------------------------------------- | ----------------------------------------------------------------------- | ----------------------------------------------------------------------- | ----------------------------------------------------------------------- |
|                                                                         | Liberala samlingspartiet                                                | Oswald Emthén                                                           | 395                                                                     | 72,3                                                                    | +17,0                                                                   |
|                                                                         | Lantmannapartiet                                                        | Jonas Schödén                                                           | 144                                                                     | 26,4                                                                    | -2,2                                                                    |
|                                                                         | Annat                                                                   | Övriga kandidater                                                       | 7                                                                       | 1,3                                                                     |                                                                         |
| Valdeltagande                                                           | Valdeltagande                                                           | Valdeltagande                                                           | 548                                                                     | 47,3                                                                    |                                                                         |

Valet ägde rum den 20 augusti 1899. 2 röster kasserades.

### 1902
| Andrakammarvalet i Sverige 1902: Ångermanlands västra domsagas valkrets | Andrakammarvalet i Sverige 1902: Ångermanlands västra domsagas valkrets | Andrakammarvalet i Sverige 1902: Ångermanlands västra domsagas valkrets | Andrakammarvalet i Sverige 1902: Ångermanlands västra domsagas valkrets | Andrakammarvalet i Sverige 1902: Ångermanlands västra domsagas valkrets | Andrakammarvalet i Sverige 1902: Ångermanlands västra domsagas valkrets |
| Parti                                                                   | Parti                                                                   | Kandidat                                                                | Röster                                                                  | %                                                                       | ±                                                                       |
| ----------------------------------------------------------------------- | ----------------------------------------------------------------------- | ----------------------------------------------------------------------- | ----------------------------------------------------------------------- | ----------------------------------------------------------------------- | ----------------------------------------------------------------------- |
|                                                                         | Liberala samlingspartiet                                                | Oswald Emthén                                                           | 383                                                                     | 76,9                                                                    | +4,6                                                                    |
|                                                                         | Annat                                                                   | Närmaste kandidat                                                       | 99                                                                      | 19,9                                                                    |                                                                         |
|                                                                         | Annat                                                                   | Övriga kandidater                                                       | 16                                                                      | 3,2                                                                     |                                                                         |
| Valdeltagande                                                           | Valdeltagande                                                           | Valdeltagande                                                           | 499                                                                     | 43,1                                                                    |                                                                         |

Valet ägde rum den 7 september 1902. 1 röst kasserades.

### 1905
| Andrakammarvalet i Sverige 1905: Ångermanlands västra domsagas valkrets | Andrakammarvalet i Sverige 1905: Ångermanlands västra domsagas valkrets | Andrakammarvalet i Sverige 1905: Ångermanlands västra domsagas valkrets | Andrakammarvalet i Sverige 1905: Ångermanlands västra domsagas valkrets | Andrakammarvalet i Sverige 1905: Ångermanlands västra domsagas valkrets | Andrakammarvalet i Sverige 1905: Ångermanlands västra domsagas valkrets |
| Parti                                                                   | Parti                                                                   | Kandidat                                                                | Röster                                                                  | %                                                                       | ±                                                                       |
| ----------------------------------------------------------------------- | ----------------------------------------------------------------------- | ----------------------------------------------------------------------- | ----------------------------------------------------------------------- | ----------------------------------------------------------------------- | ----------------------------------------------------------------------- |
|                                                                         | Nationella framstegspartiet                                             | Oswald Emthén                                                           | 308                                                                     | 72,0                                                                    | -4,9                                                                    |
|                                                                         | Oberoende konservativ                                                   | Jonas Schödén                                                           | 111                                                                     | 25,9                                                                    |                                                                         |
|                                                                         | Annat                                                                   | Övriga kandidater                                                       | 9                                                                       | 2,1                                                                     |                                                                         |
| Valdeltagande                                                           | Valdeltagande                                                           | Valdeltagande                                                           | 434                                                                     | 38,5                                                                    |                                                                         |

Valet ägde rum den 10 september 1905. 6 röster kasserades.

### 1908
| Andrakammarvalet i Sverige 1908: Ångermanlands västra domsagas valkrets | Andrakammarvalet i Sverige 1908: Ångermanlands västra domsagas valkrets | Andrakammarvalet i Sverige 1908: Ångermanlands västra domsagas valkrets | Andrakammarvalet i Sverige 1908: Ångermanlands västra domsagas valkrets | Andrakammarvalet i Sverige 1908: Ångermanlands västra domsagas valkrets | Andrakammarvalet i Sverige 1908: Ångermanlands västra domsagas valkrets |
| Parti                                                                   | Parti                                                                   | Kandidat                                                                | Röster                                                                  | %                                                                       | ±                                                                       |
| ----------------------------------------------------------------------- | ----------------------------------------------------------------------- | ----------------------------------------------------------------------- | ----------------------------------------------------------------------- | ----------------------------------------------------------------------- | ----------------------------------------------------------------------- |
|                                                                         | Liberala samlingspartiet                                                | Per-Erik Hedström                                                       | 436                                                                     | 53,3                                                                    |                                                                         |
|                                                                         | Partilös högersinnad                                                    | Jonas Schödén                                                           | 380                                                                     | 46,5                                                                    | +20,6                                                                   |
|                                                                         | Annat                                                                   | Övriga kandidater                                                       | 2                                                                       | 0,2                                                                     |                                                                         |
| Valdeltagande                                                           | Valdeltagande                                                           | Valdeltagande                                                           | 819                                                                     | 70,8                                                                    |                                                                         |

Valet ägde rum den 13 september 1908. 1 röst kasserades.